# Бабкинское сельское поселение
Бабкинское се́льское поселе́ние — муниципальное образование в Частинском районе Пермского края Российской Федерации.
Административный центр — село Бабка.

## История
Статус и границы сельского поселения установлены Законом Пермской области от 10 ноября 2004 года № 1726-351 «Об утверждении границ и о наделении статусом муниципальных образований Частинского района Пермского края»

## Население
| 2010  | 2012  | 2013  | 2014  | 2015  | 2016  | 2017  |
| ----- | ----- | ----- | ----- | ----- | ----- | ----- |
| 1383  | ↗1407 | ↘1362 | ↗1370 | ↘1325 | ↗1352 | ↘1351 |
| 2018  | 2019  | 2020  |       |       |       |       |
| ↘1335 | ↘1302 | ↘1276 |       |       |       |       |

## Состав сельского поселения
| №  | Населённый пункт | Тип населённого пункта       | Население |
| -- | ---------------- | ---------------------------- | --------- |
| 1  | Бабка            | село, административный центр | 806       |
| 2  | Бугры            | деревня                      | 106       |
| 3  | Гари             | деревня                      | 56        |
| 4  | Дурные           | деревня                      | 28        |
| 5  | Комарята         | деревня                      | 3         |
| 6  | Мостовая         | деревня                      | 46        |
| 7  | Опалиха          | деревня                      | 65        |
| 8  | Пермяковка       | деревня                      | 154       |
| 9  | Симонята         | деревня                      | 5         |
| 10 | Теребиловка      | деревня                      | 114       |